# Кечкер, Михаил Ионович
Михаил Ионович Кечкер (21 декабря 1927, Москва — 11 марта 2024, Чикаго) — советский и российский медик, кардиолог, доктор медицинских наук, профессор. Заслуженный врач Российской Федерации.

## Биография
Советский и российский кардиолог, врач-терапевт. Сын известного советского и российского кардиолога, врача-терапевта Леонида (Иона) Харитоновича Кечкера, руководителя Санкт-Петербургского государственного медицинского университета имени академика И. П. Павлова (1937—1941).
После окончания 2-го Московского государственного медицинского института в 1952 работал в качестве участкового врача по 1954. С 1955 по 2005 продолжил научную и клиническую работу в Московской клинической больнице имени С. Боткина на 1 кафедрe терапии Центрального института усовершенствования врачей. Научные интересы формировались под влиянием заведующего кафедрой академика АМН СССР Вовси, Мирон Семёновича .Более 50 лет работал в Центральном институте усовершенствования врачей, вначале младшим, затем старшим научным сотрудником, доцентом, профессором. Являлся членом ученого совета ЦОЛИУВ и председателем секции Московского городского научного общества терапевтов .
Михаил Ионович Кечкер—один из основоположников широкого внедрения в клиническую практику электрокардиографического метода диагностики с векторным анализом при различных заболеваниях сердечно-сосудистой системы. В течение 20 лет—член комиссии МЗ СССР и России по внедрению новой медицинской техники в 70-80 годы. Разработал и внедрил систему унификации ЭКГ-заключений.
Автор более 120 научных трудов, книг и руководств по электрокардиографии . Под его руководством защищено много докторских и кандидатских диссертаций.
За непосредственное участии в создание медицинской техники лауреат Лейпцигской ярмарки Гран-при. Награждён тремя медалями ВДНХ.
C 2000 года жил в США (Чикаго). В возрасте 80 лет он вышел на пенсию и продолжал вести активную деятельность, давая бесплатные медицинские консультации. В последние годы он жил в Чикаго. Был активен до последнего месяца жизни. Умер от быстрого ухудшения состояния здоровья 11 марта 2024 года в Чикаго на 97-м году жизни. Похоронен на кладбище Memorial Park Cemetery, 9900 Gross Point Rd, Skokie, IL.

## Книги
Руководство по клинической электрокардиографии, Кечкер М. И.изданиe 2000 .
Электрокардиологическое заключение и краткое описание изменений ЭКГ . М. И. Кечкер . три издания 1993 2003 и 2005 годов .
М. И. Кечкер, В. Н. Паршукова, И. А. Либов; под ред. М. И. Кечкера Электрокардиографические заключения с иллюстрациями и кратким описанием изменений ЭКГ изданиe 2003.
Электрокардиографический атлас. Чернов А. З., Кечкер М. И.изданиe 1979
и другие .
Книги Кечкер М. И представлены в списоке обязательной литературы КВАЛИФИКАЦИОННЫХ ХАРАКТЕРИСТИК ВРАЧЕЙ-СПЕЦИАЛИСТОВ.

## Семья
Жена : Светлана Васильевна Кузнецова (р. 20 июня 1941).
Сын : Кечкер Леонид Михаилович (р. 1 января 1965) врач, хирург, ортопед-травматолог, работает в Израиле, в Медицинском центре имени Эдит Вольфсон, специализация в спортивной ортопедии и артроскопической хирургии .
Дочь : Кечкер Ирина Михаиловна (р. 1 января 1965) врач, специалист Ультразвуковое исследование (УЗИ) работает в США.